# Шевченко, Татьяна Викторовна
Татьяна Викторовна Шевченко (род. 16 июня 1995, Киев род. 16 июня 1995 года) — украинский боксёр. Серебряный призёр чемпионата Европы 2019 года. Трехкратная чемпионка Украины (2016, 2017 и 2019 годы). Мастер спорта международного класса по боксу.

## Карьера
Начиная с 2016 года она активно участвует во внутренних взрослых соревнованиях по боксу. В 2016, 2017 и 2019 году становилась чемпионкой Украины в весе 81 кг. Также выиграла кубок Украины по боксу в 2017, 2018, 2020 году.
На 10-м чемпионате мира по боксу среди женщин в Индии, в поединке первого раунда она уступила казахстанской спортсменке Ляззат Кунгейбаевой, и покинула турнир.
В 2019 году Шевченко приняла участие в чемпионате Европы по боксу, который состоялся в Испании. Она добралась до финала, в котором уступила своей сопернице из России Земфире Магомедалиевой и завоевала серебряную медаль чемпионата Европы.